# Nueva Esperanza, Maravilla Tenejapa
Nueva Esperanza är en ort i Mexiko.   Den ligger i kommunen Maravilla Tenejapa och delstaten Chiapas, i den sydöstra delen av landet, 900 km öster om huvudstaden Mexico City. Nueva Esperanza ligger 215 meter över havet och antalet invånare är 306.
Terrängen runt Nueva Esperanza är huvudsakligen kuperad, men den allra närmaste omgivningen är platt. Runt Nueva Esperanza är det glesbefolkat, med 20 invånare per kvadratkilometer. Närmaste större samhälle är Emiliano Zapata, 17,4 km nordväst om Nueva Esperanza. I omgivningarna runt Nueva Esperanza växer i huvudsak städsegrön lövskog.